# اری ایشیدا
اری ایشیدا (انگلیسی: Eri Ishida؛ زادهٔ ۹ نوامبر ۱۹۶۰) یک هنرپیشه اهل ژاپن است.
از فیلم‌ها یا برنامه‌های تلویزیونی که وی در آن نقش داشته است می‌توان به بلندی‌های بادگیر، زن اشاره کرد.